# Pixar Animation Studios
Pixar Animation Studios är ett amerikanskt företag och animationsstudio, prisbelönad för sin datoranimeringsteknik. Pixar har i huvudsak producerat animerad film för Walt Disney Company och man har även utvecklat animationsprogrammet RenderMan. I januari 2006 köptes Pixar av Disney, och man fungerar idag som en avdelning inom Walt Disney Pictures.

## Historik
Företaget grundades 1986 och bygger på den del av George Lucas filmbolag Lucasfilm som Steve Jobs köpte ut. Pixar och Disney skrev 1997 på ett kontrakt om att producera fem filmer under en tioårsperiod. Pixar hävdade att de i och med Superhjältarna hade uppfyllt sina åtaganden, medan Disney menade att produktionen av filmen Toy Story 2 inte föll inom ramen för det skrivna avtalet. Dessutom menade man på Pixar att villkoren angående distribution i kontraktet var för mycket till Disneys fördel. Konflikten fick sin lösning i och med Disneys uppköp av Pixar.
Huvudkontoret ligger i Emeryville, Kalifornien (USA). Studion i Emeryville öppnade i november 2000 och har blivit hem för över 600 av branschens animatörer och tekniker.

## Pixarproduktioner

### Långfilmer
Samtliga producerade i samarbete med Walt Disney Pictures.
- Toy Story (1995, Oscarsbelönad)
- Ett småkryps liv (A Bug's Life, 1998, Oscarsnominerad)
- Toy Story 2 (1999, Oscarsnominerad)
- Monsters, Inc. (2001, Oscarsbelönad)
- Hitta Nemo (Finding Nemo, 2003, Oscarsbelönad)
- Superhjältarna (The Incredibles, 2004, Oscarsbelönad)
- Bilar (Cars, 2006, Oscarsnominerad)
- Råttatouille (Ratatouille, 2007, Oscarsbelönad)
- WALL-E (2008, Oscarsbelönad)
- Upp (Up, 2009, Oscarsbelönad)
- Toy Story 3 (2010, Oscarsbelönad)
- Bilar 2 (Cars 2, 2011)
- Modig (Brave, 2012, Oscarsbelönad)
- Monsters University (2013)
- Insidan ut (Inside Out, 2015 Oscarbelönad)
- Den gode dinosaurien (The Good Dinosaur, 2015)
- Hitta Doris (Finding Dory, 2016)
- Bilar 3 (Cars 3, 2017)
- Coco (2017, Oscarsbelönad)
- Superhjältarna 2 (Incredibles 2, 2018, Oscarsnominerad)
- Toy Story 4 (2019, Oscarsbelönad)
- Framåt (Onward, 2020, Oscarsnominerad)[3]
- Själen (Soul, 2020, Oscarsbelönad)
- Luca (2021, Oscarsnominerad)
- Röd (Turning Red, 2022, Oscarsnominerad)
- Lightyear (2022)
- Elementärt (Elemental, 2023, Oscarsnominerad)
- Insidan ut 2 (Inside Out 2, 2024, Oscarsnominerad)
- Elio (2025)
- Operation bäver (Hoppers, 2026)
- Toy Story 5 (2026)
- Gatto (2027)
- Coco 2 (2029)
- Superhjältarna 3 (Incredibles 3, TBA)

### Kortfilmer
De fem första filmerna släpptes på amerikansk VHS under titeln Tiny Toy Stories år 1996 (ingen svensk utgåva finns dock av denna videokassett). 2007 släpptes Pixar Short Films på svenska, som är en samling med deras kortfilmer.
- The Adventures of André and Wally B. (1984, ingen känd svensk release. Producerad av Lucasfilm, av det blivande Pixar-teamet, innan splittringen.)
- Luxo Jr. (1986, Oscarsnominerad, på svenska på DVD:n Toy Story 2)
- Red's Dream (1987, ingen känd svensk release)
- Tin Toy (1988, Oscarsbelönad, på svenska på DVD:n Toy Story)
- Knick Knack (1989, på svenska på DVD:n Hitta Nemo)
- Geris spel (Geri's Game, 1997, Oscarsbelönad, på svenska på DVD:n Ett småkryps liv)
- På tråden (For the Birds, 2000, Oscarsbelönad, på svenska på DVD:n Monsters Inc.)
- Mike's New Car (2002, Oscarsnominerad, på svenska på DVD:n Monsters Inc. Producerad tillsammans med Walt Disney Pictures.)
- Hopp (Boundin', 2003, Oscarsnominerad, på svenska på DVD:n Superhjältarna)
- Jack-Jack till Attack (Jack-Jack Attack, 2005, på svenska på DVD:n Superhjältarna. Producerad tillsammans med Walt Disney Pictures.)
- Enmansorkester (One Man Band, 2005, Oscarsnominerad, på svenska på DVD:n Bilar.)
- Bärgarn och Spökljuset (Mater and the Ghostlight, 2006, på svenska på DVD:n Bilar. Producerad tillsammans med Walt Disney Pictures.)
- Din kompis råttan (2007, finns på DVD:n till: Råttatouille)
- Presto (2008, visades på bio innan Wall-E)
- BURN-E (2008, på DVD:n till Wall-E)
- Delvis molnigt (2009, visades på bio innan Upp)
- Dogges specialuppdrag (2009, på DVD:n till Upp)
- Dag & Natt (2010, Oscarsnominerad, på DVD:n Toy Story 3)
- La Luna (2011, Oscarsnominerad, visades på bio innan Modig)
- Det blåa paraplyet (2013, på DVD:n och Blu-ray till Monsters University)
- Party Central (2013, visades 2014 på bio innan Muppets Most Wanted)
- Lava (2015, visades på bio innan Insidan ut)
- Sanjay's Super Team (2015, Oscarsnominerad, visades på bio innan Den gode dinosaurien)
- Piper (2016, Oscarsbelönad, visades på bio innan Hitta Doris)
- Lou (2017, Oscarsnominerad, visades på bio innan Bilar 3)
- Bao (2018, Oscarsbelönad, visades på bio innan Superhjältarna 2)
- Tant Edna (Auntie Edna, 2018, på DVD:n till Superhjältarna 2)
- Tid att lysa (Lamp Life, 2020, spinoff till Toy Story 4 med premiär på Disney+)
- 22 mot jorden (22 vs. Earth, 2021, spinoff till Själen med premiär på Disney+)
- Ciao Alberto (2021, spinoff till Luca med premiär på Disney+)

#### SparkShorts
2019 presenterades kortfilmsserien SparkShorts, där anställda på Pixar får utveckla en kortfilm under ett halvår efter en begränsad budget, som ett sätt att hitta ny kreativ talang. De tre första hade premiär på Youtube och resten på Disney+.
- Purl (2019)
- Smash and Grab (2019)
- Kitbull (2019, Oscarsnominerad)
- Sväva (Float, 2019)
- Vind (Wind, 2019)
- Loop (2020)
- Out (2020)
- Kaninhålan (Burrow, 2020, Oscarsnominerad)
- Vuxenliv (Twenty Something, 2021)
- Nona (2021)